# Nils Rasing

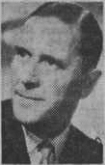
Nils Rasing

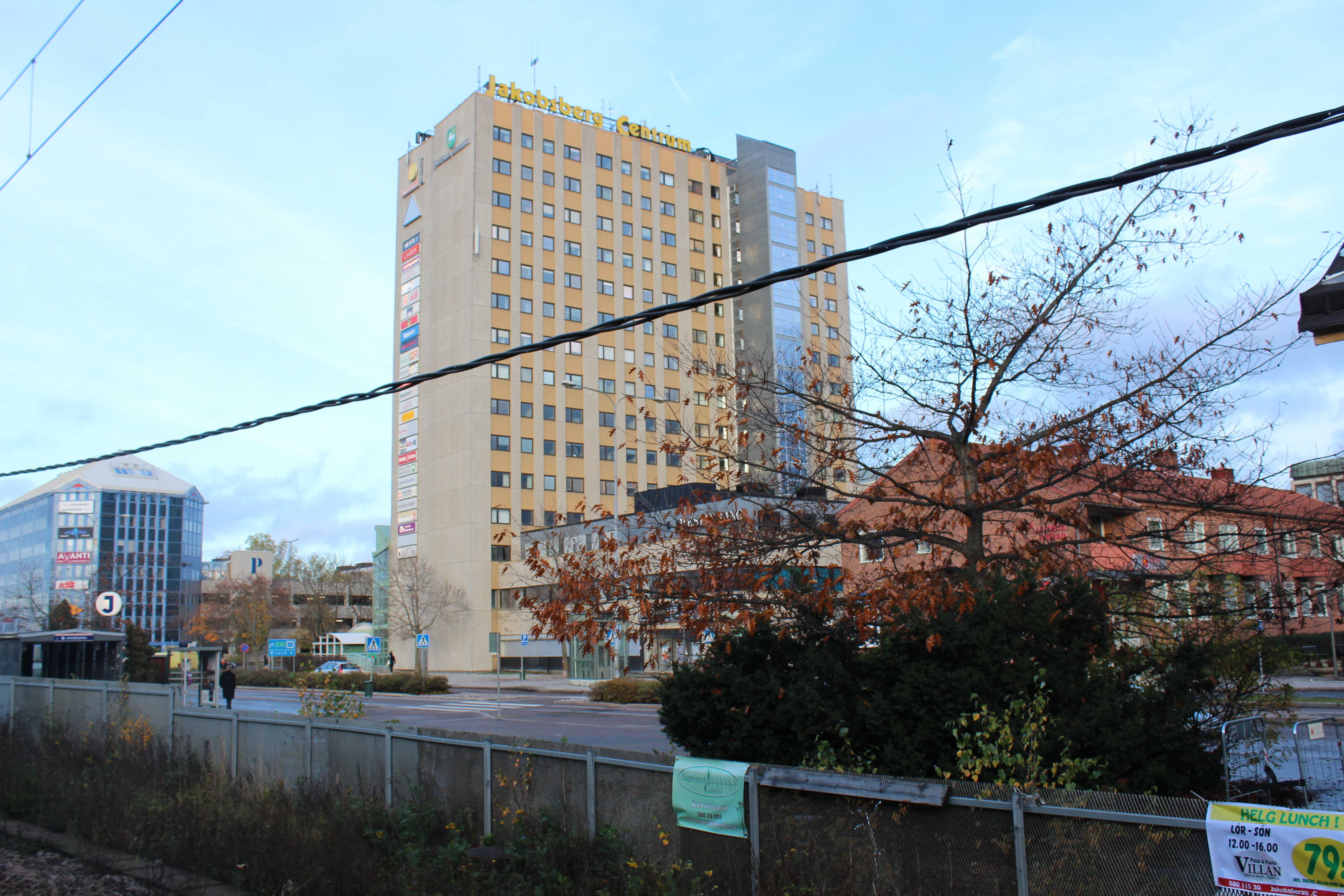
Posthuset i Jakobsbergs centrum

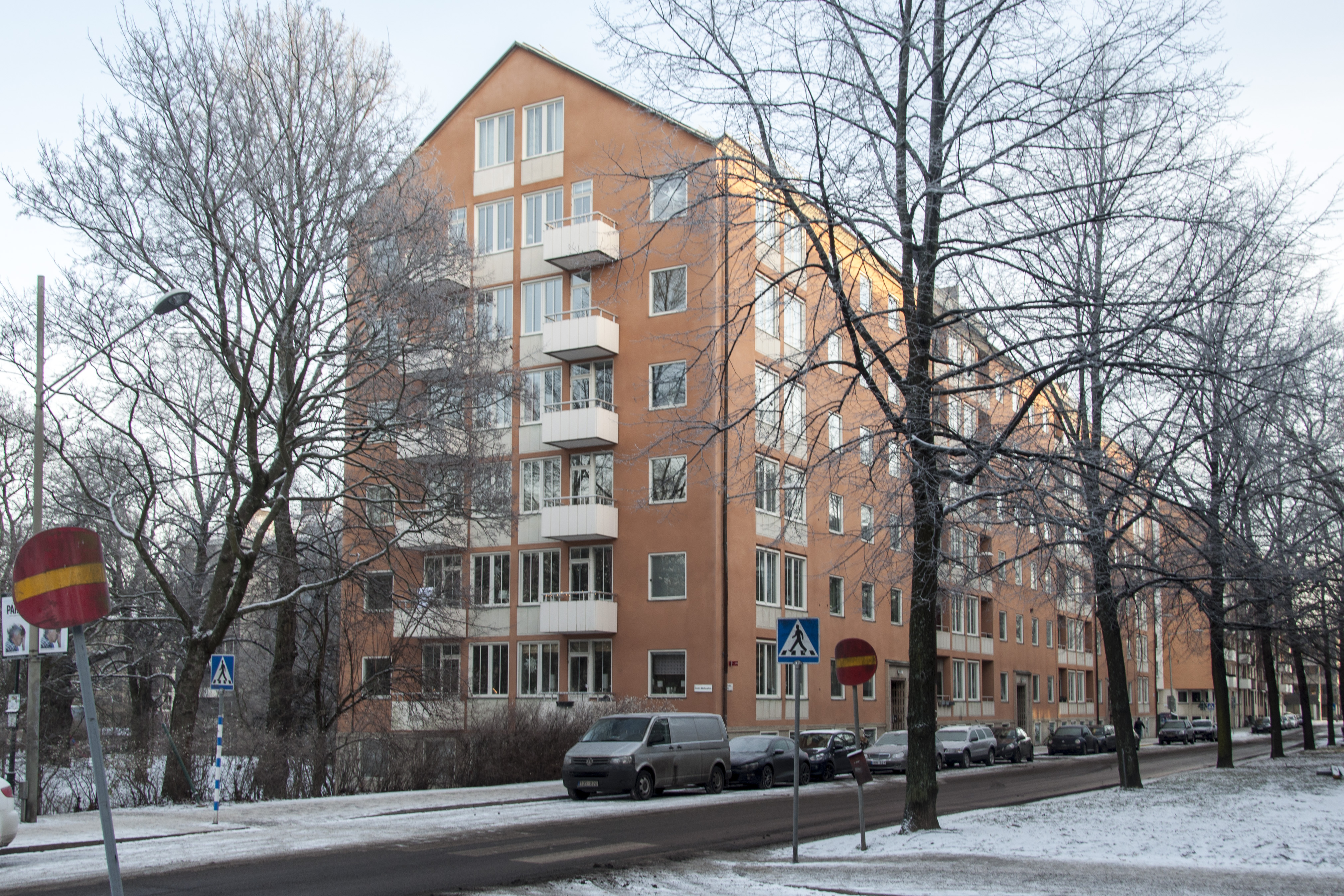
Infanteristen 8, Stockholm

Nils Gustaf Rasing, född 12 juni 1910 i Stockholm, död 23 maj 1976 i Oscars församling i Stockholm, var en svensk arkitekt.
Rasing, som tog realexamen 1927, avlade byggnadsingenjörsexamen vid Tekniska skolan 1930 och arkitektexamen 1942 vid Kungliga Tekniska Högskolan i Stockholm. Han var anställd på Kooperativa förbundets arkitektkontor 1930, hos Sture Frölén 1934 och hos Sven Markelius 1940. År 1942 blev han sektionschef i Flygförvaltningen. Han verkade som stadsarkitekt i Upplands Väsby från 1951 och parallellt med detta drev han egen arkitektverksamhet (startad 1946). Han var sakkunnig i bostadsstyrelsen 1946–1952.
I Upplands Väsby står Rasing bland annat bakom radhusområdet vid Oxundavägen  från 1951 och ritade året därpå stjärnhusområdet vid Hagvägen. Han ritade Posthuset i Jakobsbergs centrum i Järfälla 1970. Nils Rasing är gravsatt i Högalids kolumbarium i Stockholm.